# Nhái cây mí
Nhái cây mí (danh pháp khoa học: Feihyla palpebralis) là một loài ếch trong họ Rhacophoridae. Chúng được tìm thấy ở Trung Quốc và Việt Nam. Đây là một loài đang bị đe dọa do mất môi trường sống.
Các môi trường sống tự nhiên của chúng là các khu rừng ẩm ướt đất thấp nhiệt đới hoặc cận nhiệt đới, các khu rừng vùng núi ẩm nhiệt đới hoặc cận nhiệt đới, sông, đầm nước, đầm nước ngọt, và đầm nước ngọt có nước theo mùa.